# 伯恩河 (威尔特郡)
伯恩河（River Bourne）位于英国威爾特郡，是索尔兹伯里雅芳河的一条支流。
伯恩河发源于威尔特郡伯比奇镇南部的淡水河谷东端，穿过科灵伯恩金斯顿镇的白垩悬崖，向南流经索尔兹伯里平原，并穿过西普顿·贝林格镇和蒂德沃思镇。
经过雷沃斯托克和福特教区后，伯恩河在索爾茲伯里的东部郊区汇入雅芳河。